# Leucocasia gigantea
Espèce
Leucocasia gigantea est une espèce de plantes monocotylédones de la famille des Araceae, sous-famille des Aroideae, originaire du Sud-Est asiatique. Ce sont des plantes herbacées vivaces, pouvant atteindre 2,5 mètres de haut qui poussent dans des forêts tropicales humides sur sols calcaires, jusqu'à  700 mètres d'altitude, généralement sur des terrains humides mais bien drainés. L'espèce est également cultivée. Dans certaines régions du Sud-Est asiatique et au Japon, le pétiole des feuilles est consommé comme légume.

## Noms vernaculaires
- anglais: giant elephant ear, indian taro, vietnamese rhubarb;
- chinois: 大野芋 (dàyěyù);
- indonésien: talas padang;
- Japonais: ハスイモ (hasu-imo) ou リュウキュウ (ryūkyū) dans la préfecture de Kōchi;
- khmer: ក្ដាត (kdāt);
- lao: ທູນ (thūn); ກະຜຸກ (kaphuk)[2],[3];
- malais: keladi lambuk; kemumu,
- thaï: ตูน (tun); ทูน (thun) à Isan; คูน (khun); กระดาด (kradat); เอาะดิบ (odip) au Sud; กระดาดขาว (kradat khao) à Kanchanaburi[4];
- vietnamien: dọc mùng; môn bạc hà (au Sud).

## Taxinomie
L'espèce Leucocasia gigantea  a été initialement décrite par Carl Ludwig Blume et publiée en 1823 dans Cat. Gew. Buitenzorg (Blume) 103, sous le nom de Caladium giganteum. Par la suite, Heinrich Wilhelm Schott  l'a reclassée en 1857 (in Oesterreichisches Botanisches Wochenblatt) dans un nouveau genre, Leucocasia, considérant  qu'elle ne pouvait pas être rattachée au genre Caladium en raison de ses ovaires uniloculaires à ovules sub-orthotropes. Plus tard, en 1893, William Jackson Hooker a transféré l'espèce dans le genre Colocasia où elle s'adapte bien en termes de placentation et d'épaisseur des feuilles. Cependant, certaines espèces d’Alocasia, par exemple Alocasia macrorrhizos, présentent également ce type de feuilles. 
Dans une étude faisant appel à la phylogénétique moléculaire, il est apparu que C. (L.) gigantea, sans affinité avec l'espèce-type du genre Colocasia, constitue en fait un taxon-frère du genre (monophylétique) Alocasia. Compte tenu du fait que le genre Colocasia doit être maintenu avec son espèce-type Colocasia esculenta, Colocasia gigantea pourrait soit être rétablie sous le nom de Leucocasia gigantea (autre genre monospécifique des Araceae), soit être transférée dans le genre Alocasia. 

### Synonymes
Selon The Plant List (18 novembre 2020): 
- Arisaema fouyou  H.Lév.
- Caladium giganteum Blume (basionyme)
- Colocasia gigantea (Blume) Hook.f., 1893 [9]
- Colocasia prunipes K.Koch & C.D.Bouché

## Utilisation

### Plante alimentaire
Son long pétiole et ses feuilles sont comestibles aussi bien crus que cuits. Pour son usage cru il faut redoubler d'attention à la différencier d'autres espèces très proches. 
Au Vietnam et au Cambodge il entre notamment dans la composition de la soupe aigre canh chua, appelée somlor machou youn (khmer:សម្លរម្ជូរយួន) dans sa version cambodgienne.

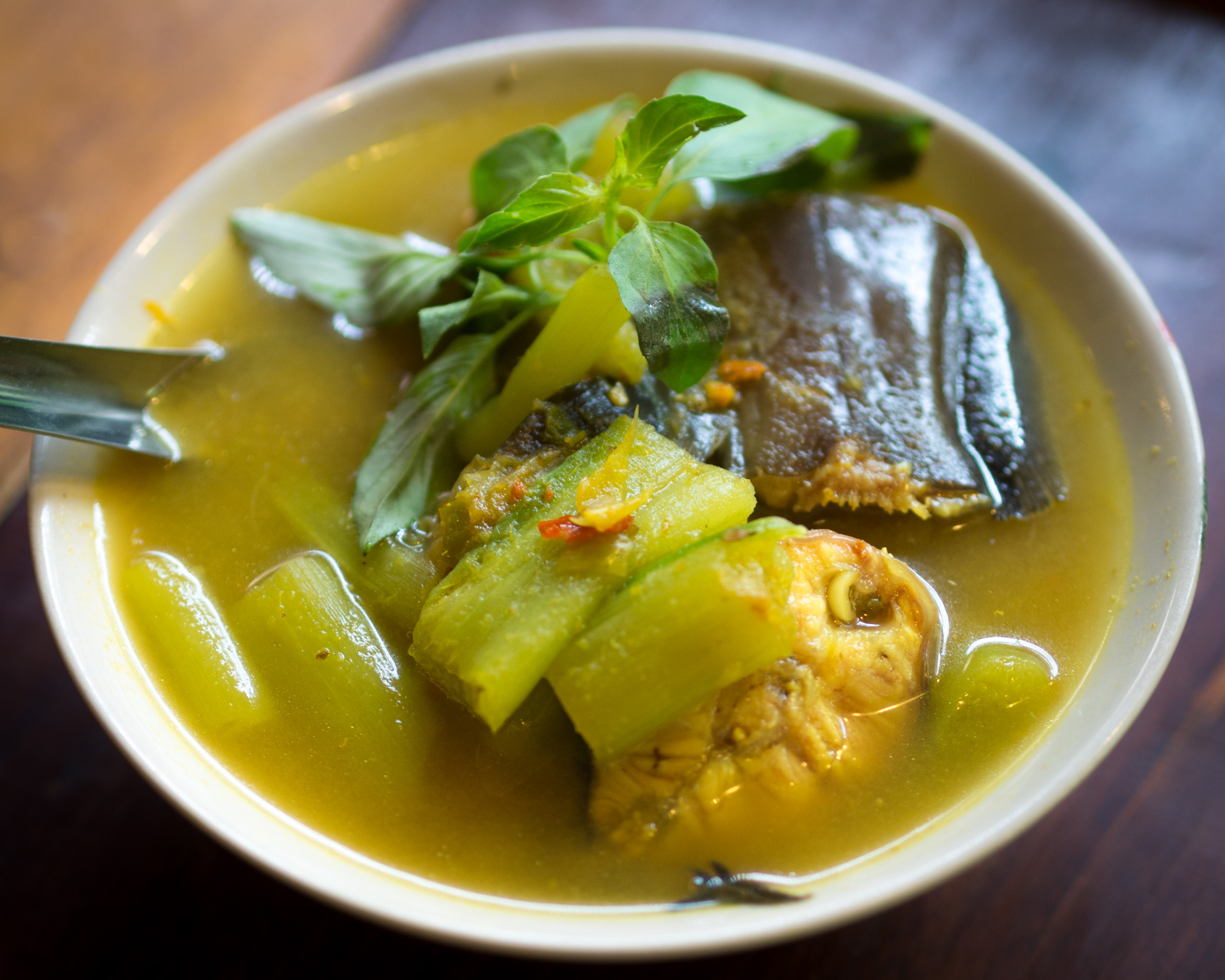
Kaeng tun (Thai : แกงตูน), un curry du nord de la Thaïlande fait avec des pétioles de Leucocasia gigantea et du poisson-chat.

En Thaïlande il s’accommode avec le nam phrik, le lap, ou encore le kaeng som (en) (sorte de curry). Il donne son nom à la soupe kaeng tun (thai: แกงตูน).
Dans presque toute l'Asie du Sud-Est, il entre parfois dans la composition de salades, notamment la salade de papaye verte,. En Inde et au Bangladesh, outre le pétiole, on consomme le tubercule cuit.
Au Japon, il peut servir à l'élaboration de nombreux plats. À Okinawa, il est utilisé comme garniture pour la soupe miso et le chanpuru. À Kōchi, il sert à confectionner les "Ryūkyū Sushi" . 
Contrairement à Colocasia esculenta et Alocasia macrorrhizos, deux espèces très proches, son tubercule n'a pas bon goût.

### Plante médicinale
En médecine traditionnelle, son tubercule frais est utilisé pour réduire les fièvres, les problèmes d'estomac ainsi que la somnolence. Dans le Nord de la Thaïlande, le tubercule frais ou sec mélangé à du miel sert à traiter la pituite (phlegme). En Malaisie, son pétiole cru est mâché pour soulager la toux.
La plante a montré des effets anticancéreux contre le cancer du col utérin . Des extraits de la plante contiennent des agents capables d'inhiber la formation de radicaux libres ; entre autres impliqués dans le processus de vieillissement et plusieurs cancers. Son activité antioxydante est également prometteuse.

### Plante aphrodisiaque

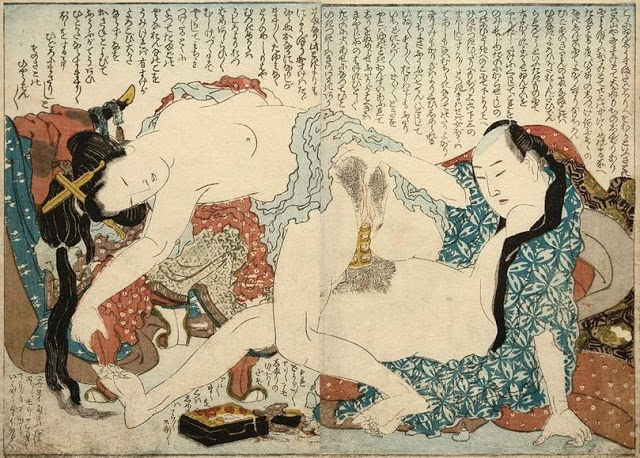
Homme portant le higo-zuiki, par Hokusai.

Au Japon, il est utilisé depuis des siècles en tant que sex-toy. Cet usage est représenté dans des estampes de l'époque Edo. On le produit encore aujourd'hui notamment dans la préfecture de Kumamoto (anciennement province de Higo) . Dans ce rôle, c'est uniquement le pétiole préalablement pelé et séché qui est utilisé, nommé higo-zuiki (肥後ずいき (ja)). La saponine qu'il contient contribuerait à stimuler les organes génitaux, aussi bien des hommes que des femmes, mais spécialement le vagin des femmes. À cela s'ajoute une augmentation de l'afflux sanguin dans le pénis, ce qui augmente temporairement sa taille. Il peut être utilisé plusieurs fois tant que le produit n'est pas abîmé et qu'il contient toujours des substances actives.
Pour l'utiliser il faut préalablement le réhydrater dans de l'eau pour le ramollir et lui redonner de la consistance. Il se met autour du pénis, en l'enroulant puis le nouant, ou juste en l'enfilant s'il est tressé.

## Risques de confusion
Il y a notamment danger de confusion avec de nombreuses autres Aracées, telles que Colocasia esculenta, Alocasia macrorrhizos, Alocasia odora (en), mais contrairement à L. gigantea, aucune ne peut se consommer crue.
L. gigantea est un cultivar spécialement sélectionné que l'on ne trouve qu'en culture. Il existe de nombreuses plantes aracées sauvages similaires à cette espèce, elle concentrent une grande quantité d'oxalate de calcium dans toutes leurs parties. Ces dernière doivent être impérativement cuites avant d'être consommées.
Des cas d'intoxications ont été relevés au Japon à la suite de confusion avec Alocasia odora. 

## Culture
Leucocasia gigantea peut pousser sous les latitudes de la France. Il est suffisamment rustique pour résister à des hivers doux, où il perdra ses feuilles. Cependant en cas d'hiver rude et de températures négatives il vaut mieux le couvrir d'un paillage épais ou le rentrer. La culture en pot lui convient également très bien s'il est suffisamment profond. Les plantes préfèrent un emplacement ensoleillé sur des sols humides à mouillés. Le substrat doit être glaiseux ou limono-argileux. 

## Galerie

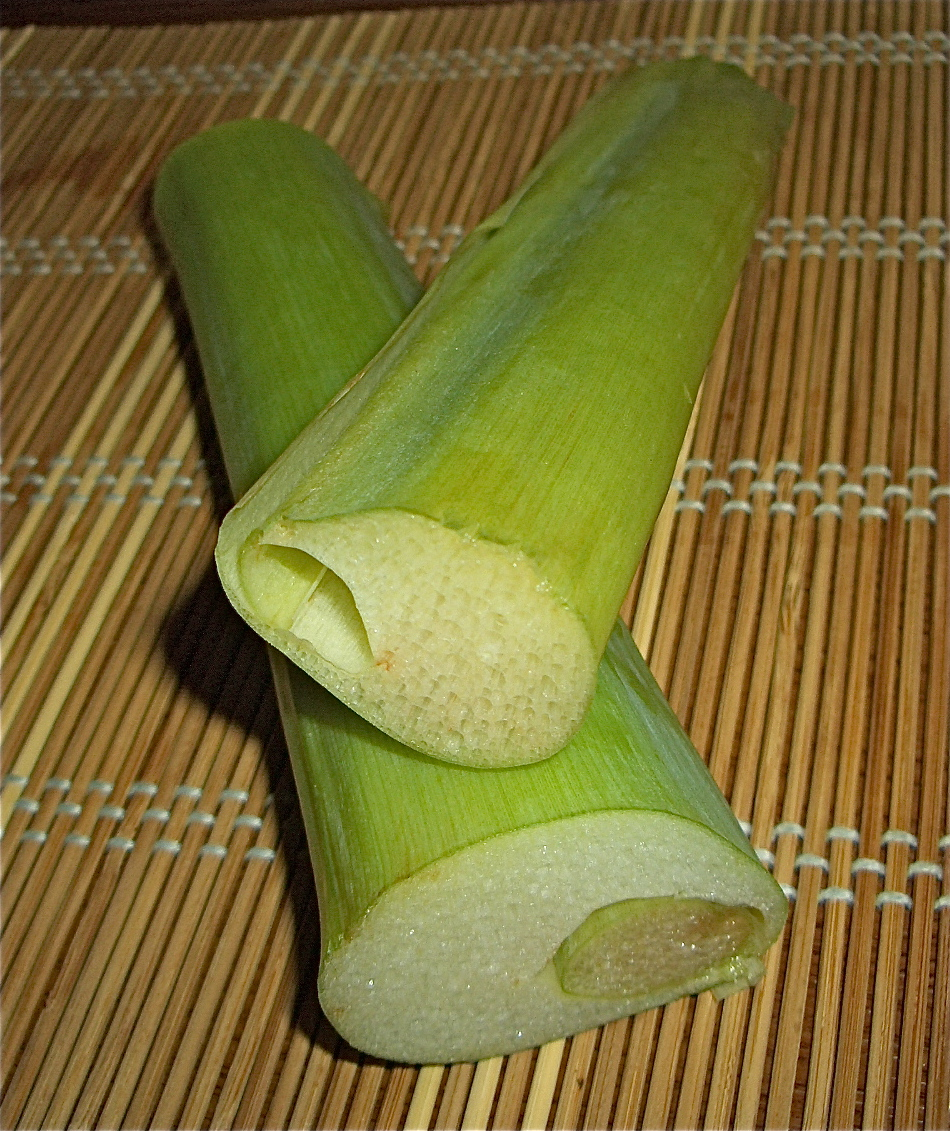
Pétioles découpés.
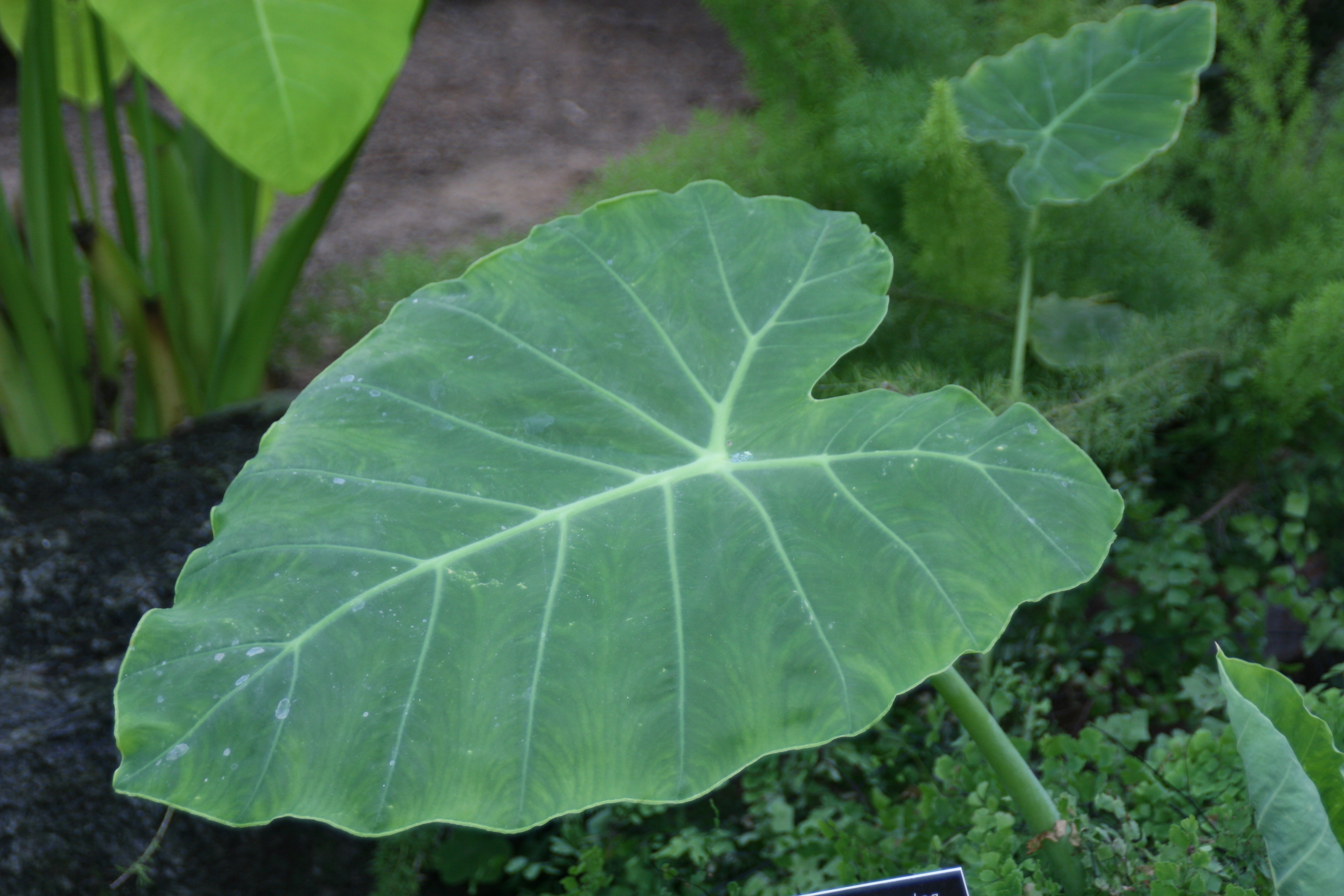
Feuille.